# Yngve Malmquist
Nils Yngve Gustaf Malmquist, född 17 maj 1896 i Malmö, död 15 december 1963, var en svensk borgmästare.
Malmquist, som var son till folkskollärare O. Th. Malmquist och Karna Persson, blev filosofie kandidat 1917 och juris kandidat 1921. Han blev assessor vid Helsingborgs rådhusrätt 1925, adjungerad ledamot av Skånska hovrätten 1934 och borgmästare i Kalmar stad 1934. Han var ordförande i byggnadsnämnden, i Kalmar allmänna djurskyddsförening och i Kalmarbygdens turistförening.